# یواس‌اس مارینر (۱۹۰۶)
یواس‌اس مارینر (۱۹۰۶) (به انگلیسی: USS Mariner (1906)) یک کشتی بود که طول آن ۱۱۳ فوت (۳۴ متر) بود. این کشتی در سال ۱۹۰۶ ساخته شد.